# Chemetunne
Joshua (pl. Joshuas; Chemetunne, Tce'metun, Yashute), Maleno pleme iz grupe Tututni, porodica Athapaskan,  poznato pod popularnim imenom Joshuas nastanjeno u 19. stoljeću sjeverno od rijeke Rogue u jugozapadnom Oregonu. Imali su jedno ili više sela koja su se nalazila na ušću Rogue Rivera, blizu današnjeg Gold Beacha. 1850.-tih godina Chemetunne i druge Athapaskan skupine (vidi Pistol River)), potisnute su na sjever nakon bitke na Pistol Riveru (The Battle of Pistol River) koja se odigrala za vrijeme Rogue River ratova.
Naziv Chemetunne znači 'people on the ocean coast', dok naziv Joshua dolazi po Alsea nazivu koji glasi Ya'shu. Iz ova dva glavna imena nastale su mnoge varijante među kojima Yashute, Joshuta, Yah-shoots, Yahshutes, Yasuchan, Yasuchaha, Yash-ue, Yoshuway.
Tututni bande smještene su 1856. na Coast Reservation, kasnije prozvan Siletz. Sredinom 1880.-tih rezervat posjećuje James Owen Dorsey, đakon koji je radio kao etnolog za Bureau of Ethnology i Smithsonian Institution od 1870.-tih do 1890,-tih. Premda se nije dugo zadržao, zapisao je mit stvaranja Joshua indijanaca. Potomci im se nalaze na rezervatu Siletz gdje ih navode pod imenom Yashute, oblik izgovora naziva Joshua.